# Allerheiligenkirche (Gliwice)

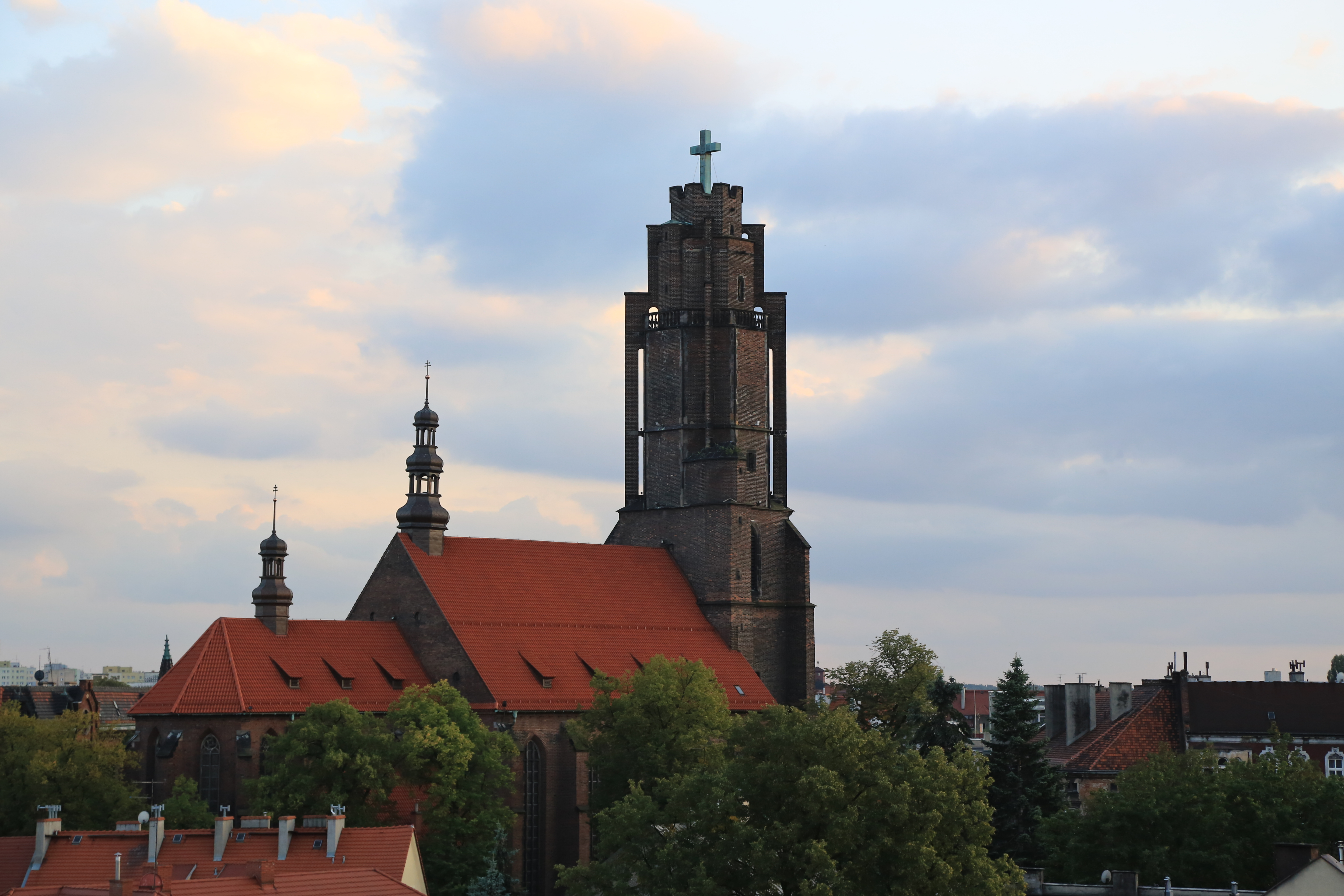
Die Allerheiligenkirche in der Abenddämmerung, 2013

Die katholische Allerheiligenkirche (polnisch Kościół Wszystkich Świętych w Gliwicach) im oberschlesischen Gliwice ist der älteste Sakralbau der Kernstadt.

## Geschichte

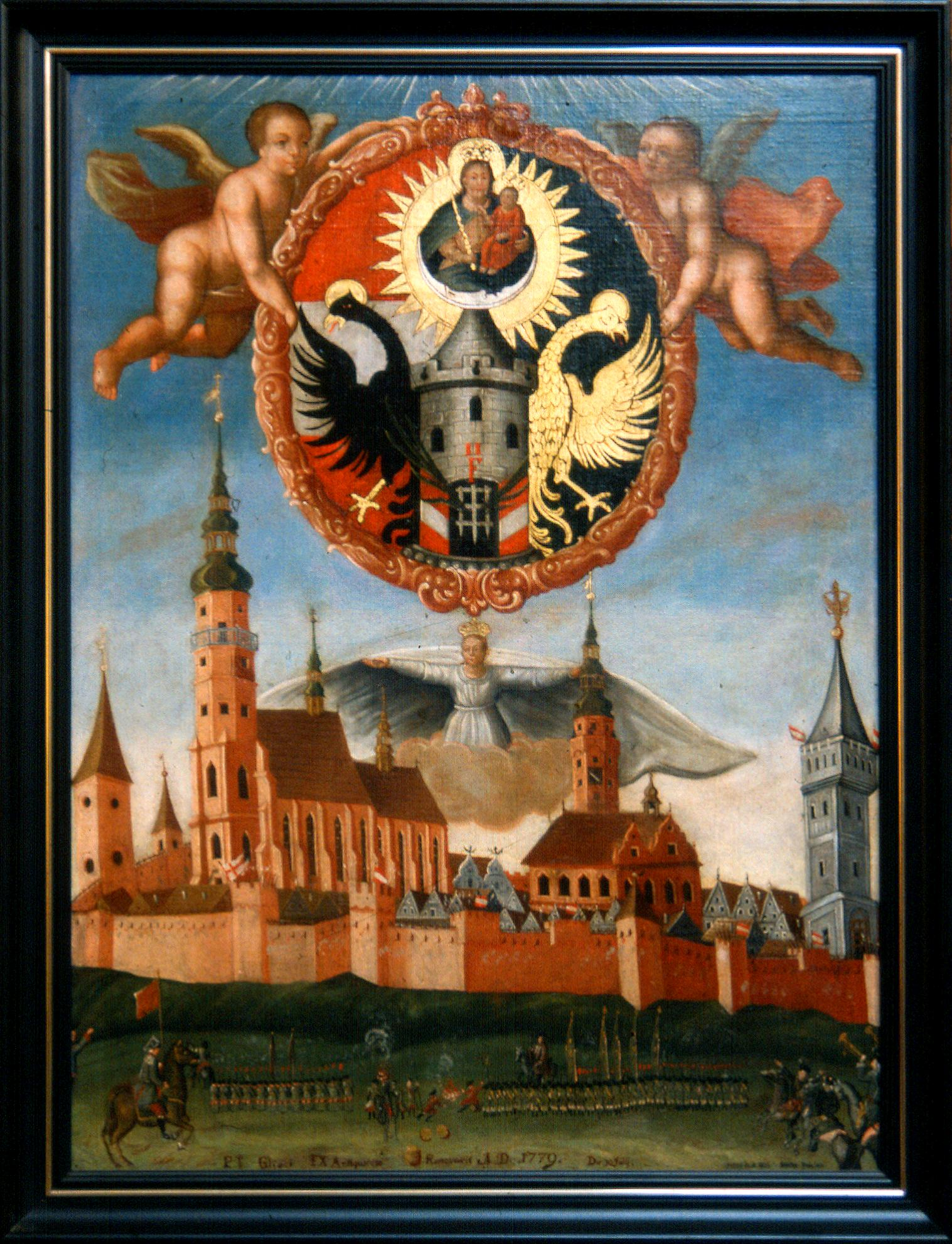
Die Kirche noch mit höherem Kirchturm und gotischem Turmhelm (Darstellung der Belagerung 1626, Gemälde von 1779)

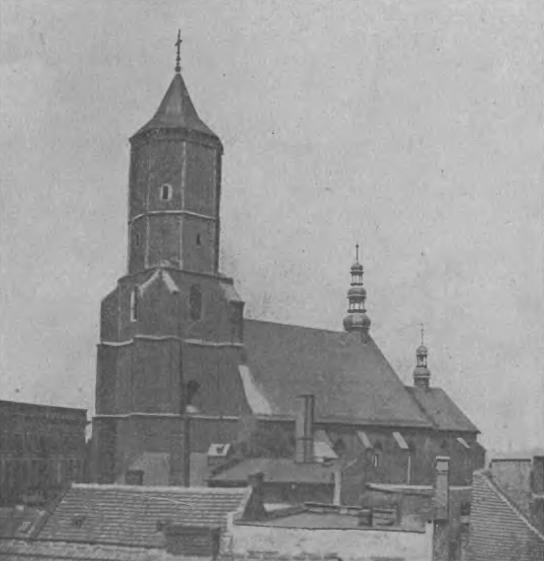
Foto der Kirche von 1929

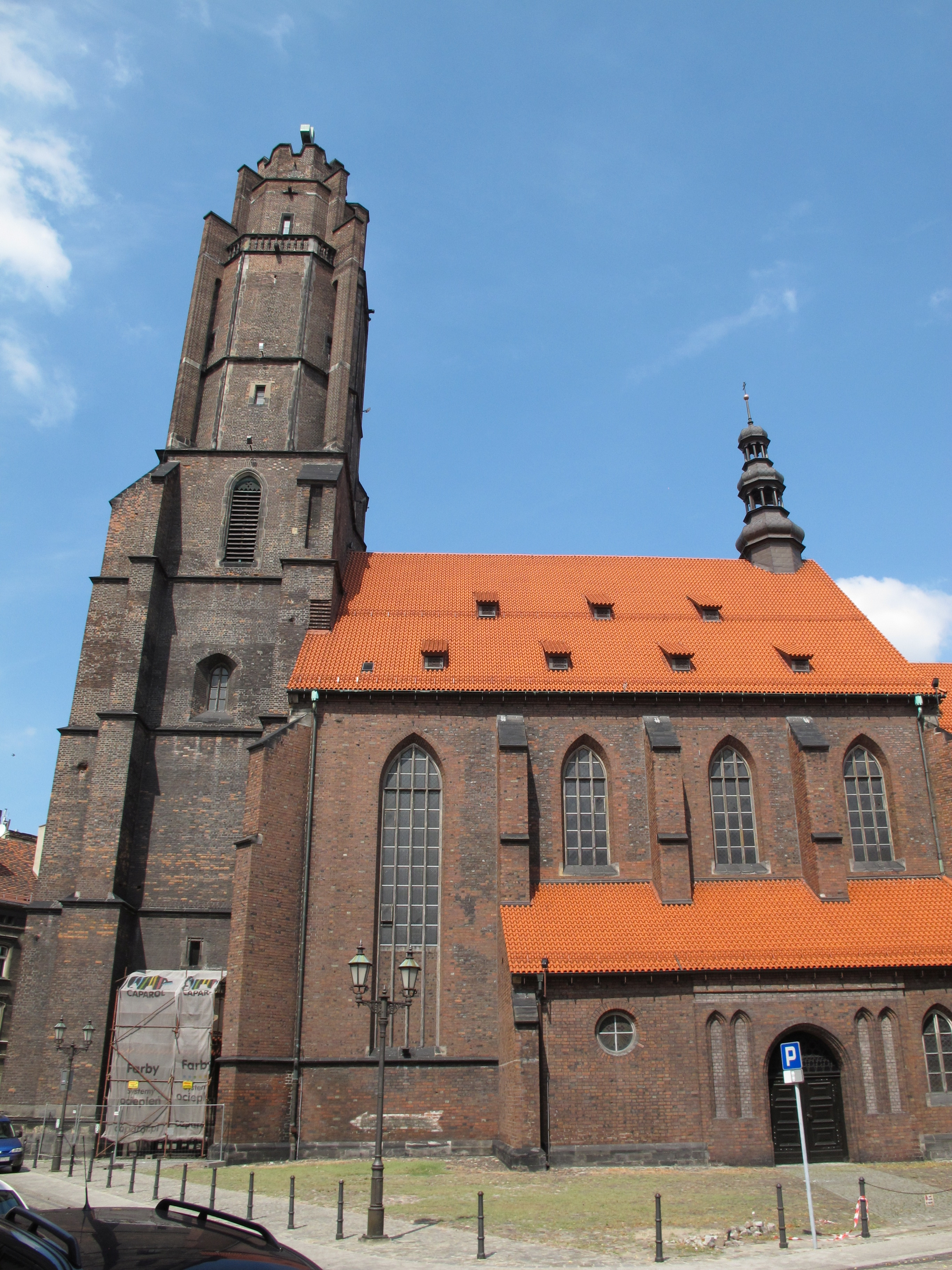
Seitenansicht der Kirche

Die erstmals 1250 erwähnte und in der Altstadt gelegene Kirche ist ein für Schlesien typischer Backsteinbau. Sie wurde als Hallenkirche im gotischen Stil errichtet. Die heutige Ausstattung stammt aus der Barockzeit.

### Brand von 1711
Im Jahr 1711 kam es zu einem großen Brand, bei dem die Kirche teilweise zerstört wurde. Der Kirchturm verlor dabei eines seiner Geschosse und den gotischen Turmhelm. Auch die Turmgalerie wurde beschädigt.

### Umbau und Restaurierung in den 1920er Jahren
Zwischen 1929 und 1942 wurde die Kirche saniert. Dabei wurde am gotischen Turm das beim Brand von 1711 zerstörte Geschoss wiederhergestellt und ein weiteres kleineres Geschoss mit Zinnen aufgesetzt; der Kirchturm wurde dabei auf eine Höhe von 62 Metern aufgemauert und erhielt die markante Form und das Aussehen eines Wehrturms. Nachdem Reste der ehemaligen Kirchengalerie wiedergefunden wurden, wurde diese ebenfalls wiederhergestellt.
Im Jahr 1930 entwarf der Bildhauer Hanns Breitenbach eine Plakette in Form von symbolisierenden Bausteinen, die von den Bürgern zur Unterstützung der Aufbauhilfe erworben werden konnte. Von dieser Plakette wurden in der Staatlichen Hütte Gleiwitz 300 Bronze- und 500 Eisenexemplare gegossen. Mit den Einnahmen aus dem Verkauf der Plaketten wurde die Sanierung des Kirchenbaus in der Vorkriegszeit mitfinanziert.

### Nach dem Umbau
Im Jahr 1942 wurden die Bronze-Glocken für Rüstungszwecke beschlagnahmt und zum Hamburger Glockenfriedhof gebracht, wo sie jedoch die Kriegsjahre unbeschadet überdauerten ohne eingeschmolzen zu werden. Nach der Gründung der Volksrepublik Polen im Jahr 1946 verblieben die Glocken in Westdeutschland. In den 1950er Jahren wurden die Glocken der neuen Heilig-Geist-Kirche in Braunschweig übergeben.
Auf der Turmspitze wurde 1950 zum 700-jährigen Jubiläum der Stadt Gliwice ein großes Kreuz aufgestellt.
Seit dem Jahr 2004 ist der Turm von Frühling bis Herbst für Besucher zugänglich.

## Orgel

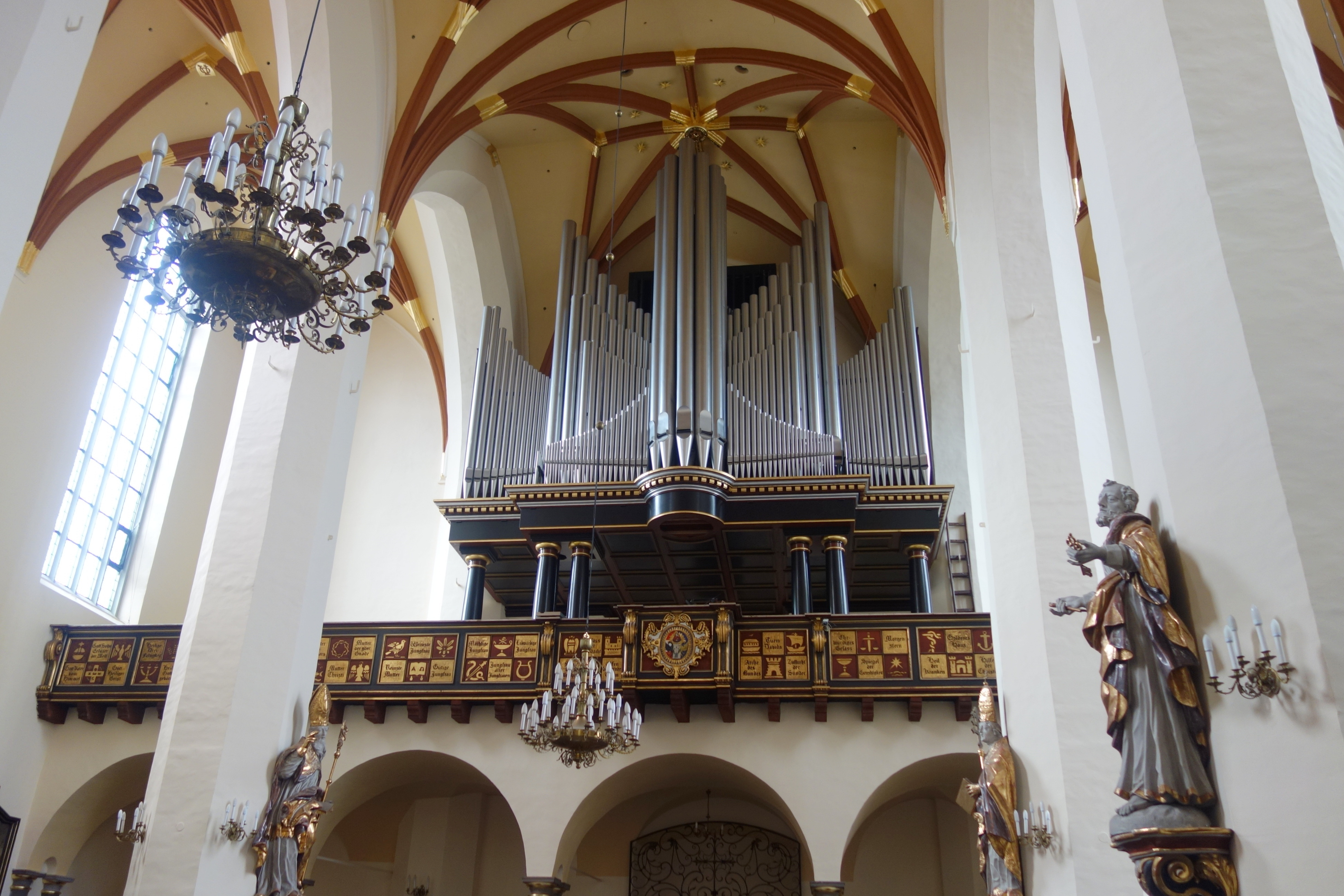
Orgel

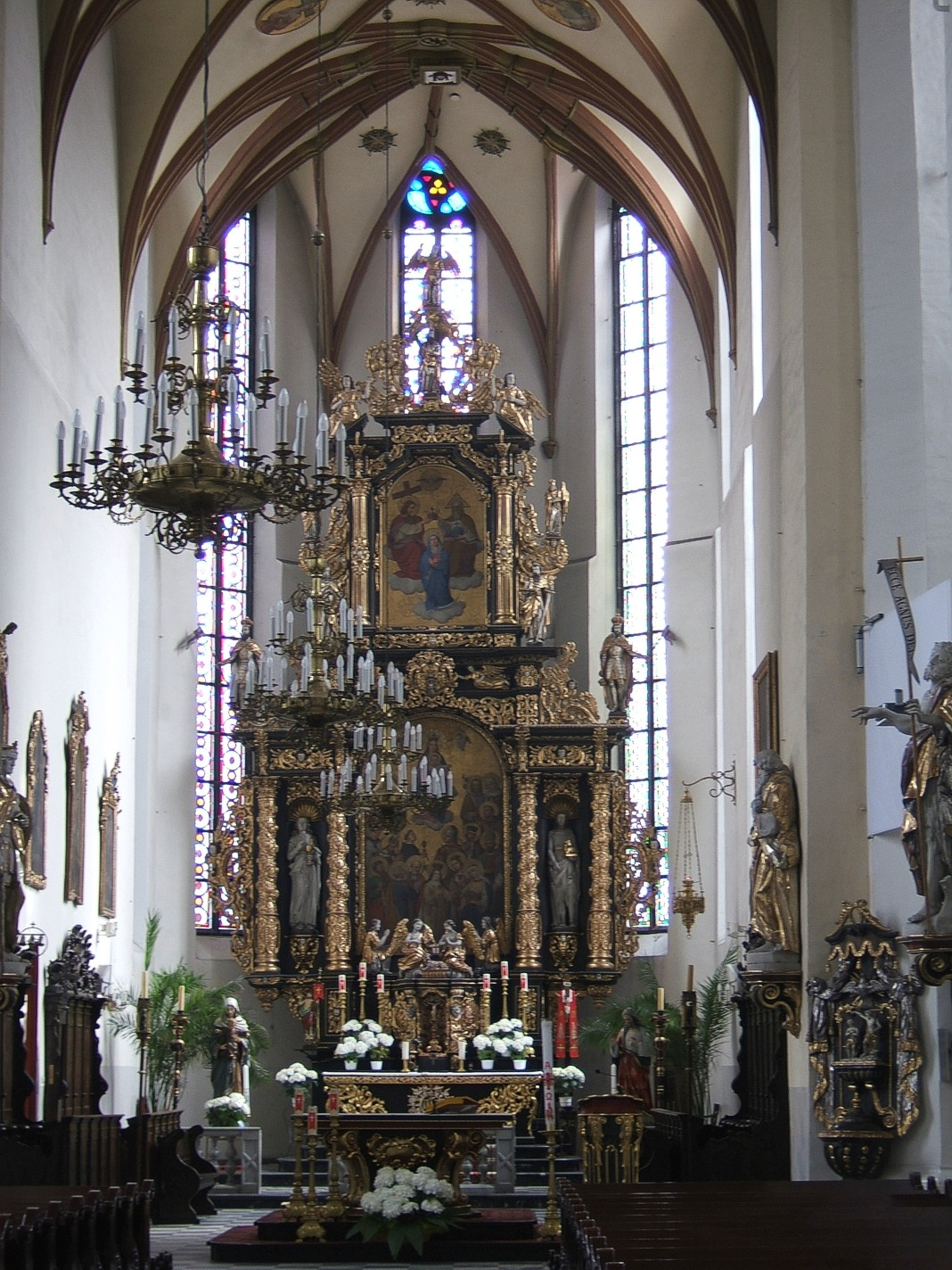
Hauptaltar

Die große Orgel wurde 1942–1943 von der Firma Rieger Orgelbau hinter einem Freipfeifenprospekt gebaut. Sie hat 57 Register (darunter 4 transmittierte Register im Pedal) auf drei Manualwerken und Pedal. Die Spiel- und Registertrakturen sind elektro-pneumatisch.
| I Hauptwerk C–g3 |                |       |
| 1.               | Prinzipal      | 16′   |
| 2.               | Prinzipal      | 8′    |
| 3.               | Fl.major       | 8′    |
| 4.               | Gedackt        | 8′    |
| 5.               | Gemshorn       | 8′    |
| 6.               | Octave         | 4′    |
| 7.               | Rohrflöte      | 4′    |
| 8.               | Quinte         | 2 ⁄3′ |
| 9.               | Octave         | 2′    |
| 10.              | Kornett III–V  |       |
| 11.              | Mixtur VI–VIII |       |
| 12.              | Bombarde       | 16′   |
| 13.              | Trompete       | 8′    |

| II. Manualwerk C–g3 |                 |        |
| 14.                 | Stillgedackt    | 16′    |
| 15.                 | Geigenprinzipal | 8′     |
| 16.                 | Rohrgedackt     | 8′     |
| 17.                 | Salicett        | 8′     |
| 18.                 | It.Prinzipal    | 4′     |
| 19.                 | Gemshorn        | 4′     |
| 20.                 | Nassat          | 2 ⁄3′  |
| 21.                 | Flautino        | 2′     |
| 22.                 | Terzflöte       | 1 3⁄5′ |
| 23.                 | Spitzquinte     | 1 ⁄3′  |
| 24.                 | Scharff V       |        |
| 25.                 | Schalmey        | 8′     |
| 26.                 | Clairon         | 4′     |
|                     | Tremulant       |        |

| III. Manualwerk C–g3 |              |       |
| 27.                  | It.Prinzipal | 8′    |
| 28.                  | Querflöte    | 8′    |
| 29.                  | Quintadena   | 8′    |
| 30.                  | Spitzgamba   | 8′    |
| 31.                  | Schwebung II | 8′    |
| 32.                  | Rohrquintade | 4′    |
| 33.                  | Spitzflöte   | 4′    |
| 34.                  | Gemsquinte   | 2 ⁄3′ |
| 35.                  | Prinzipal    | 2′    |
| 36.                  | Sifflöte     | 1′    |
| 37.                  | Terzian II   |       |
| 38.                  | Zimbel III   |       |
| 39.                  | Dulcian      | 16′   |
| 40.                  | Krummhorn    | 8′    |
| 41.                  | Regal        | 4′    |
|                      | Tremulant    |       |

| Pedalwerk C–g1 |                      |     |
| 42.            | Majorbass            | 32′ |
| 43.            | Prinzipalbass        | 16′ |
| 44.            | Subbass              | 16′ |
| 45.            | Sanftbass (= Nr. 14) | 16′ |
| 46.            | Octavbass            | 8′  |
| 47.            | Bassflöte            | 8′  |
| 48.            | Violoncello          | 8′  |
| 49.            | Octave               | 4′  |
| 50.            | Nachthorn            | 2′  |
| 51.            | Hintersatz VII       |     |
| 52.            | Posaune              | 16′ |
| 53.            | Dulcian (= Nr. 39)   | 16′ |
| 54.            | Trompete             | 8′  |
| 55.            | Krummhorn (= Nr. 40) | 8′  |
| 56.            | Regal (= Nr. 41)     | 4′  |
| 57.            | Singend Kornett      | 2′  |